# János Tuzson
Polyáni János Tuzson (19 de mayo de 1870 - 18 de diciembre de 1943) fue un micólogo, botánico, pteridólogo, paleobotánico, y fitogeógrafo húngaro, habiendo realizado diez nuevas identificaciones y clasificaciones de especies de fanerógamas, las que publicaba habitualmente en : Javorka, Magyar Fl.; Bot. Közlem.

## Biografía
Realizó investigaciones de campo en histología de plantas leñosas, así como en el campo de la fitogeografía y geobotánica.
De 1887 a 1890, estudió en Selmecbánya, y luego trabajó tres años como ingeniero, regresando luego a la Facultad para enseñar. Después de humanidades, obtuvo el doctorado en profesorado en botánica en la Universidad de Cluj Academia Forestal Stiavnicke, después de viajes a Berlín y a Copenhague, de estudios se convirtió en profesor privado en la Universidad Técnica de Budapest.
Desde 1907, fue editor de la revista de comunicados de botánica. En 1912 se hizo cargo de la dirección del Instituto de la Universidad de Budapest para la Taxonomía Vegetal; al mismo tiempo, fue también director del Jardín Botánico, del cual fundó.

## Algunas publicaciones
- A növényország filetikai és palaeontologiai fejlődéstörténetének alapvonásai. (A M. T. Akadémia III. osztályának 1909 febr. 15. előterjesztett dolgozat. Kivonata az Akadémiai Értesítőben)

- A növényvilág fejlődéstörténete. (Sillabus). Bpest, 1907. (Szabad Egyetem)

- Anatomisched und mykologische Untersuchungen über die Zersetzung und Konservierung des Rothbuchenholzes. Berlín, 1905. 17 szövegábrával és 3 színes táblarajzzal

- A bükkfa korhadása és konzerválása. U. ott, 1904

- Adatok egyes növénykórt okozó gombafajok ismeretéhez. U. ott, 1904. (Különnyomat az Erdészeti Lapokból)

- Anatomiai és physiologiai vizsgálatok a vörösfenyő fáján. Bpest, 1899 disertatio thesis

## Honores
- 1909, miembro correspondiente de la Academia de Ciencias de Hungría

### Eponimia
- Jardín Botánico János Tuzson

- (Poaceae) Sesleria tuzsoni (Ujkelyi) Ujhelyi[4]
- La abreviatura «Tuzson» se emplea para indicar a János Tuzson como autoridad en la descripción y clasificación científica de los vegetales.[5]